# Màn hình LED

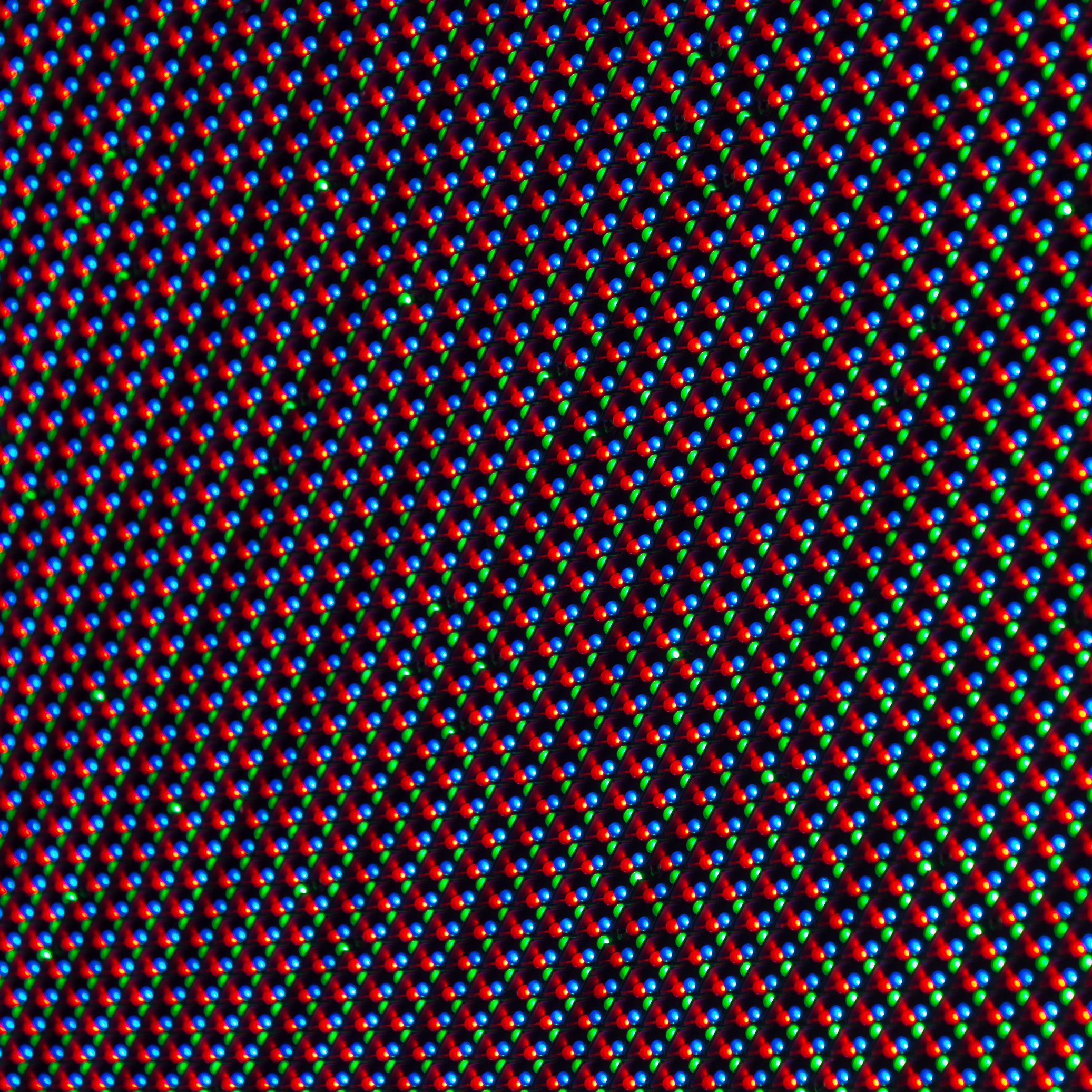
Chi tiết của một màn hình LED với ma trận xanh, đỏ và lam.

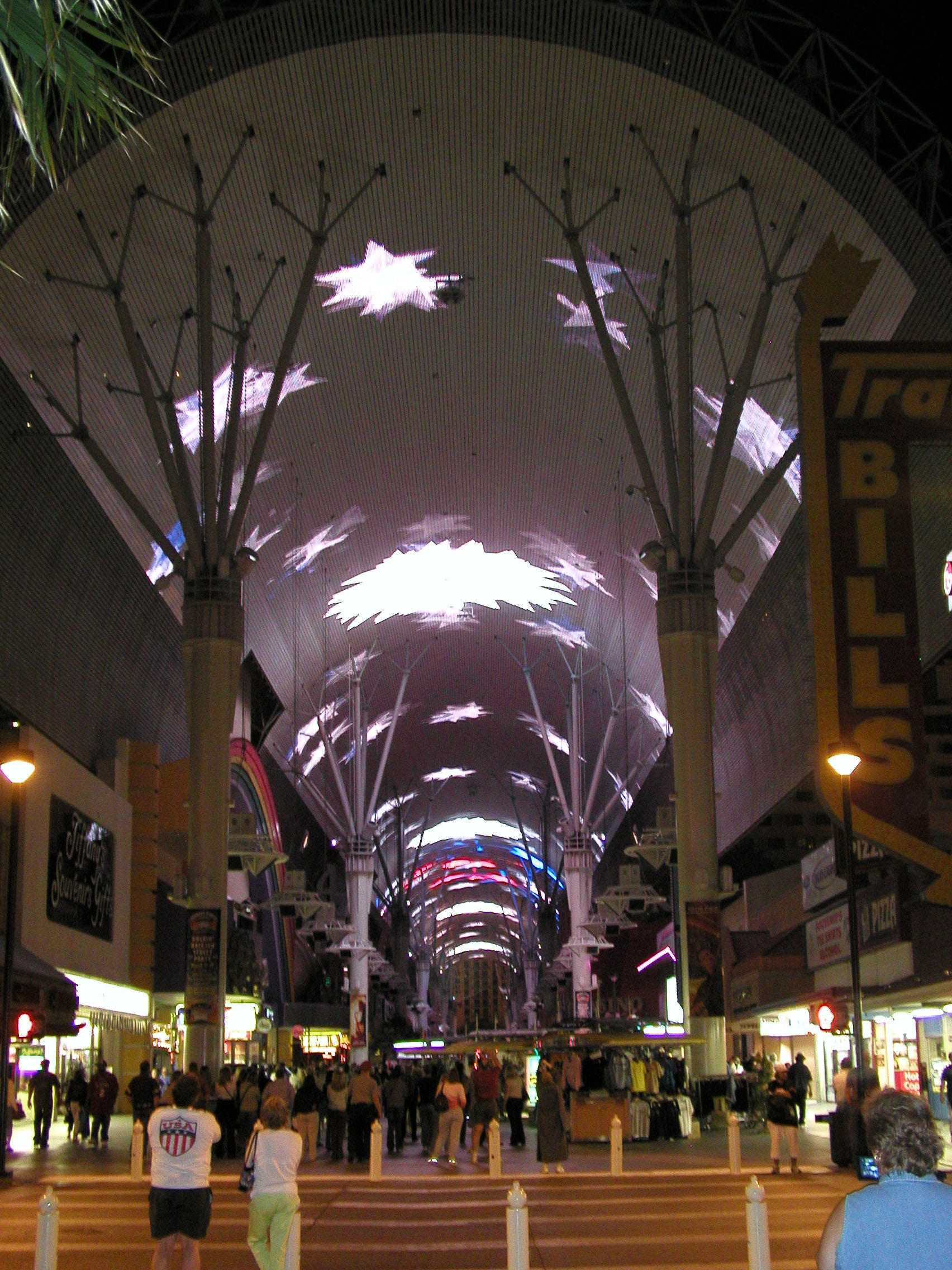
Màn hình LED dài 1,500 bước (460m) tại Đường Fremot Experience thuộc Downtown Las Vegas, Nevada hiện là màn hình LED lớn nhất thế giới.

Màn hình LED là một màn hiển thị phẳng dùng một dãy LED như các điểm ảnh. Độ sáng của LED cho phép chúng được sử dụng ngoài trời, nơi có ánh nắng hắt vào, cho biển quảng cáo, biển hiệu,.... Trong những năm gần đây, chúng được sử dụng rộng rãi trong biển chỉ hướng trên các phương tiện giao thông công cộng, cũng như các biển chỉ báo trên cao tốc. Màn hình LED phù hợp cho việc cung cấp ánh sáng cho các màn hình hiển thị, ví dụ như ánh sáng sân khấu hoặc cho mục đích trang trí (cũng như thông báo).

### Những phát triển gần đây

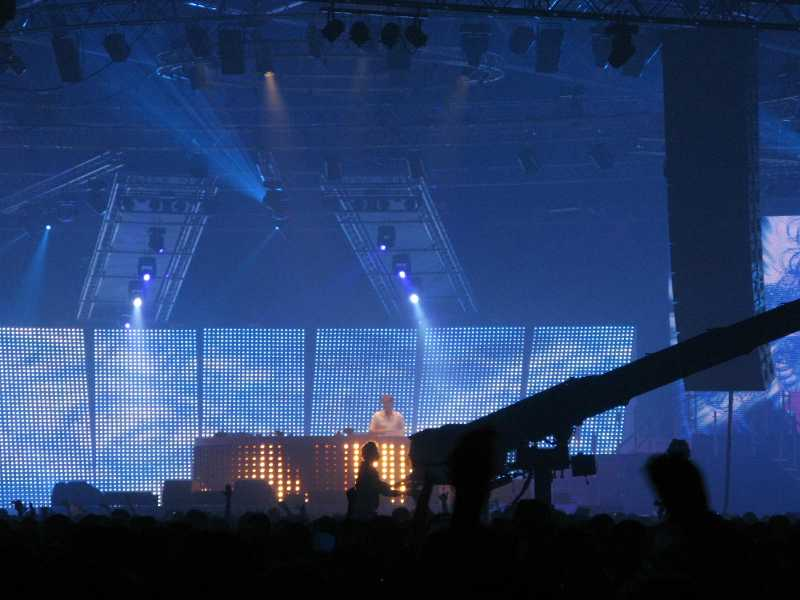
Màn hình LED lớn 40m tại sự kiện Armin Only vào tháng 4 năm 2008 tại Jaarbeurs Utrecht

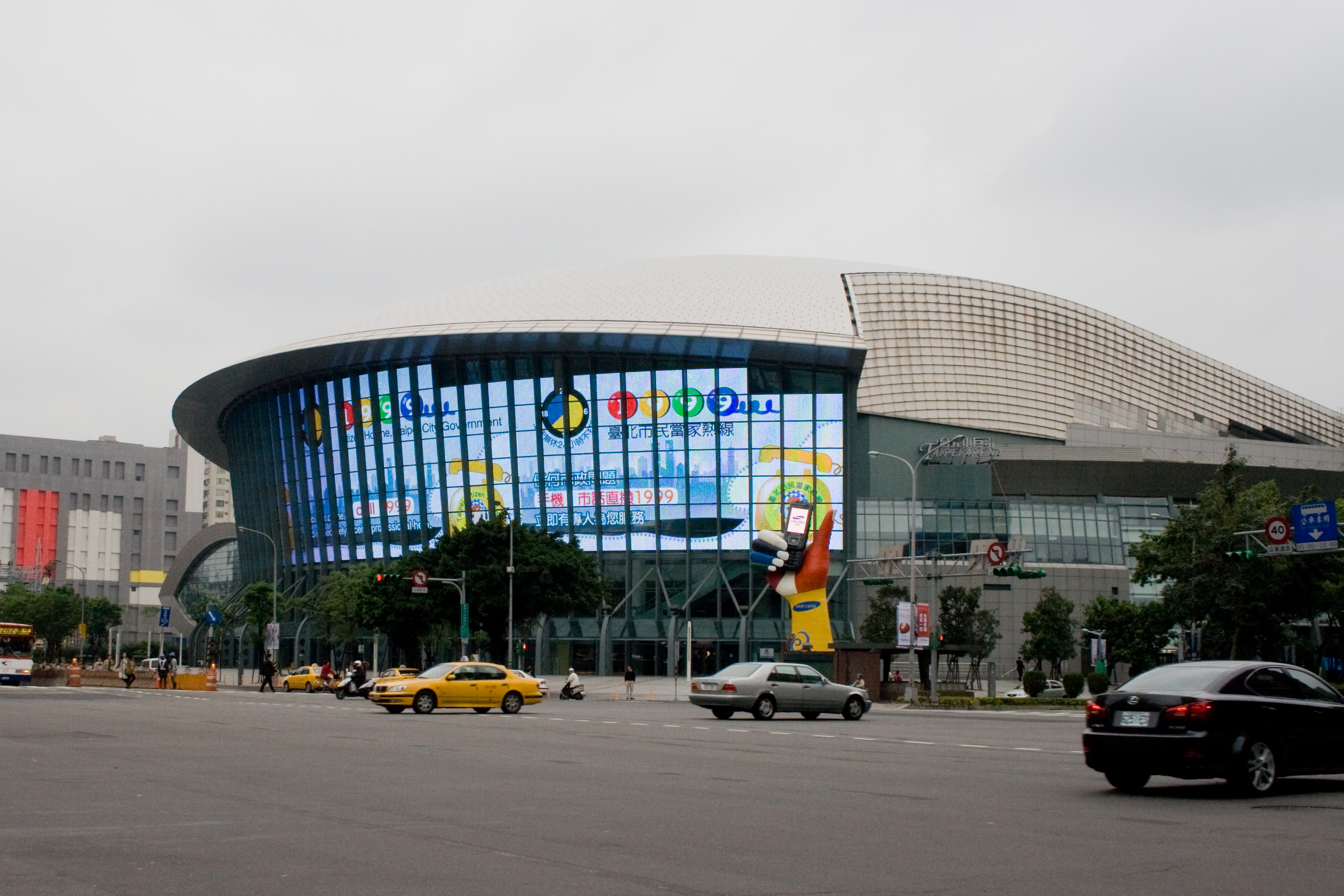
Màn hình LED tại Nhà thi đấu Đài Bắc hiển thị quảng cáo và đoạn phim quảng cáo.